# Literatura slovenă

## Baroc
- Janez Svetokriški (1647-1714)
- Janez Vajkard Valvasor (1641-1693)
- Oče Romuald (1676-1748)

## Iluminism
- Žiga Zois (1747-1819)
- Anton Tomaž Linhart (1756-1795)
- Valentin Vodnik (1758-1819)
- Marko Pohlin
- Jurij Japelj (1744-1807)

## Romantism
- Jernej Kopitar (1780-1844)
- Janez Cigler (1792-1867)
- Miha Kastelic
- Matija Čop (1797-1835)
- Jovan Vesel Koseski (1798-1884)
- France Prešeren (1800-1849)
- Anton Martin Slomšek (1800-1862)
- Janez Bleiweis
- Andrej Smole
- Stanko Vraz (1810-1851)
- Josipina Turnograjska (1833-1854)

## Realism
- Janez Trdina (1830-1905)
- Fran Levstik (1831-1887)
- Simon Jenko (1835-1869)
- Josip Jurčič (1844-1881)
- Josip Stritar (1836-1923)
- Janko Kersnik (1852-1897)
- Simon Gregorčič (1844-1906)
- Anton Aškerc (1856-1912)
- Ivan Tavčar (1851-1923)
- Fran Erjavec (1834-1887)

## Modernism
- Dragotin Kette (1876-1899)
- Josip Murn Aleksandrov (1879-1901)
- Oton Župančič (1878-1949)
- Ivan Cankar (1876-1918)

## Perioada interbelică
Expresionism și avangardism (1918-1930):
- Srečko Kosovel
- Miran Jarc
- Anton Vodnik
- Anton Podbevšek
- Božo Vodušek
- Ivan Pregelj
- Slavko Grum

Realism socialist (1930-1941):
- Tone Seliškar
- Mile Klopčič
- Igo Gruden
- Prežihov Voranc
- Miško Kranjec
- Bratko Kreft
- Ivan Potrč
- Ciril Kosmač

## Al doielea război mondial
- Karel Destovnik-Kajuh
- Matej Bor
- France Balantič
- Ivan Hribovšek

## Postmodernism
- Igor Bratož